# Candolim
Candolim è una suddivisione dell'India, classificata come census town, di 8.599 abitanti, situata nel distretto di Goa Nord, nello territorio federato di Goa. In base al numero di abitanti la città rientra nella classe V (da 5.000 a 9.999 persone).

## Geografia fisica
La città è situata a 15° 31' 0 N e 73° 45' 0 E al livello del mare.

## Società

### Evoluzione demografica
Al censimento del 2001 la popolazione di Candolim assommava a 8.599 persone, delle quali 4.481 maschi e 4.118 femmine. I bambini di età inferiore o uguale ai sei anni assommavano a 816, dei quali 427 maschi e 389 femmine. Infine, coloro che erano in grado di saper almeno leggere e scrivere erano 6.498, dei quali 3.628 maschi e 2.870 femmine.